# Monotagma anathronum
Monotagma anathronum är en strimbladsväxtart som beskrevs av James Francis Macbride. Monotagma anathronum ingår i släktet Monotagma och familjen strimbladsväxter.
Artens utbredningsområde är Peru. Inga underarter finns listade.